# Mailman, Bring Me No More Blues
Mailman, Bring Me No More Blues (englisch sinngemäß für: Briefträger, bring mir keinen Blues mehr) ist ein Lied von Buddy Holly, das 1957 als B-Seite der Single Words of Love veröffentlicht wurde. Komponiert wurde es von Ruth Roberts, Bill Katz und Stanley Clayton.
1996 wurde Mailman, Bring Me No More Blues von der britischen Band The Beatles auf ihrem Kompilationsalbum Anthology 3 veröffentlicht.

## Hintergrund

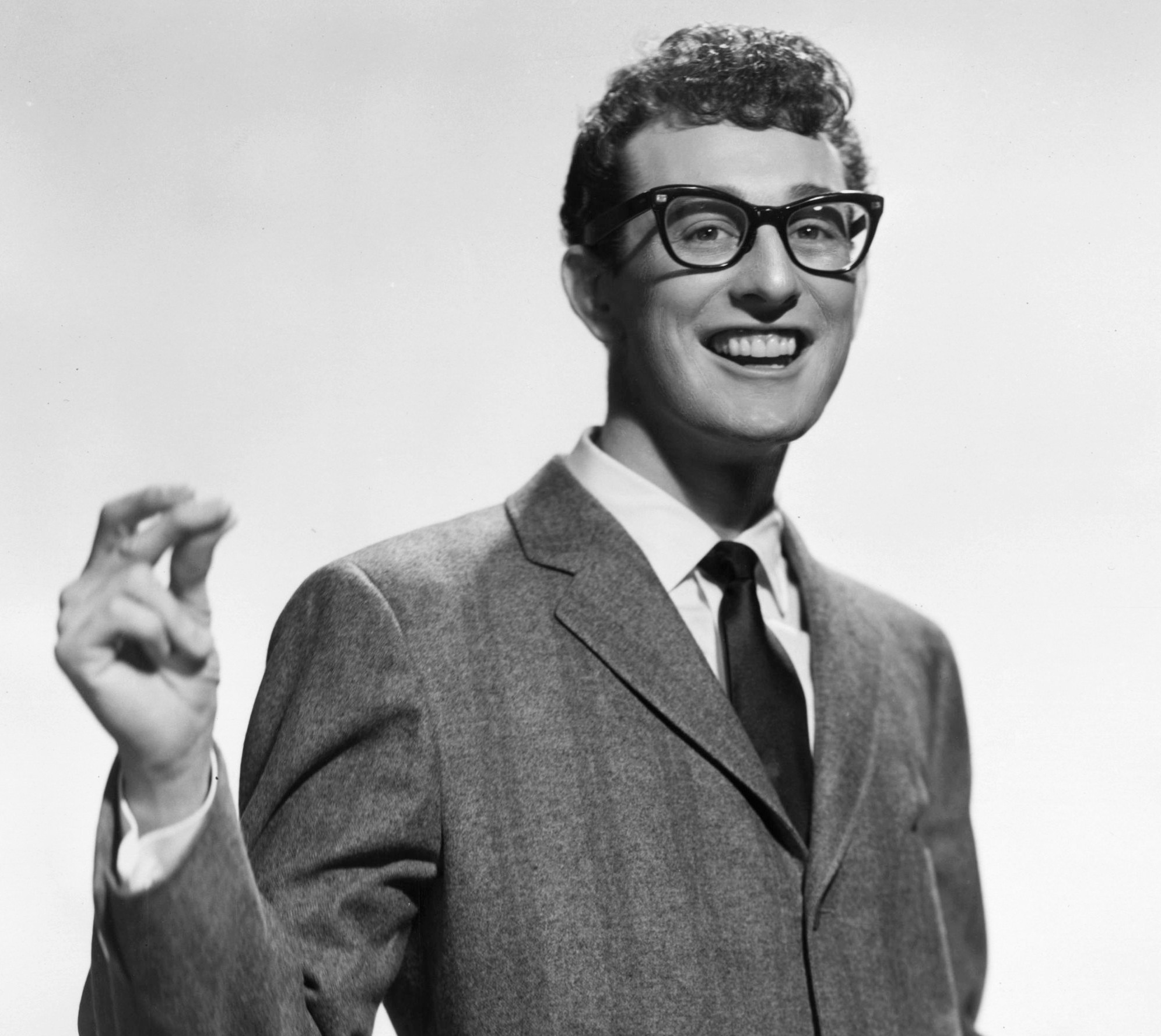
Buddy Holly

Mailman, Bring Me No More Blues wurde als Fremdkomposition von Buddy Holly als B-Seite für seine Single Words of Love aufgenommen. Die Single konnte sich nicht in den Charts platzieren, war aber den Beatles bekannt, da sie die B-Seite während ihrer Konzerte zwischen 1960 und 1962 spielten. Während die Beatles die A-Seite der Single Words of Love 1964 für das Album Beatles for Sale einspielten, nahmen sie die B-Seite Mailman, Bring Me No More Blues erst 1969 in einer langsameren Version auf.

## Aufnahme von Buddy Holly
Mailman, Bring Me No More Blues und Words of Love wurden am 8. April 1957 in Norman Pettys Clovis Studio in der Stadt Clovis in New Mexico von Buddy Holly eingespielt. Produzent der Aufnahmen war Norman Petty.
Besetzung:
- Buddy Holly: Leadgitarre, Gesang
- Joe B. Mauldin: Bass
- Jerry Allison: Schlagzeug
- Vi Petty: Klavier

## Aufnahme der Beatles
Mailman, Bring Me No More Blues wurde am 29. Januar 1969 in den Londoner Apple Studios in der Savile Row Nr. 3 mit dem Produzenten George Martin aufgenommen. Glyn Johns war der Toningenieur der Aufnahmen. Die Aufnahme wurde live ohne Overdubs eingespielt. Weitere Aufnahmen des Liedes erfolgten nicht. Am 29. Januar wurde mit Not Fade Away noch ein weiteres Lied von Buddy Holly aufgenommen.
Im April und Mai 1969 stellte Glyn Johns in den Olympic Sound Studios die erste Fassung des Albums Get Back fertig, auf diesem befindet sich Mailman, Bring Me No More Blues nicht. Am 5. Januar 1970 wurde die zweite Fassung des Get-Back-Albums von Glyn Johns in den Olympic Sound Studios hergestellt, auf dieser befindet sich ebenfalls das Lied, wie auch auf dem endgültigen Album Let It Be nicht.
Mailman, Bring Me No More Blues gehört zu den Liedern, die nicht für den Beatles-Dokumentarfilm Let It Be verwendet worden sind. 
Im Februar 1985 sollte Mailman, Bring Me No More Blues auf dem geplanten, aber nicht realisierten Kompilationsalbum Sessions veröffentlicht werden, hierbei handelte es sich um eine neue Abmischung aus dem Jahr 1984 von Geoff Emerick.
Die endgültige Abmischung und Nachproduktion für das Album Anthology 3, auf dem sich Mailman, Bring Me No More Blues befindet, erfolgte 1995/96 durch George Martin und seinen Assistenten Allan Rouse, Toningenieur war Geoff Emerick. 
Besetzung:
- John Lennon: Leadgitarre, Gesang
- Paul McCartney: Bass, Gesang
- George Harrison: Leadgitarre
- Ringo Starr: Schlagzeug

## Veröffentlichung
- Am 20. Juni 1957 erschien in den USA die Buddy Holly-Single Words of Love / Mailman, Bring Me No More Blues auf dem Coral Records-Label.[2]
- Am 20. Februar 1958 erschien das Album Buddy Holly von Holly, auf dem sich ebenfalls Mailman, Bring Me No More Blues befindet.[3]
- Am 25. Oktober 1996 wurde auf dem Beatles-Kompilationsalbum Anthology 3 die Beatles-Version von Mailman, Bring Me No More Blues veröffentlicht.

## Weitere Coverversionen
- Don Cornell – No Matter what You Do to Me / Mailman, Bring Me No More Blues [4]
- Oily Rags – Oily Rags [5]
- Mike Furber and the Bowery Boys – Just a Poor Boy [6]